# Ozarba semiluctuosa
Ozarba semiluctuosa är en fjärilsart som beskrevs av Emilio Berio 1937. Ozarba semiluctuosa ingår i släktet Ozarba och familjen nattflyn. Inga underarter finns listade i Catalogue of Life.